# نيل روس
نيل روس (بالإنجليزية: Neil Ross)‏ (و. 1944 – م) هو ممثل، ومقدم برامج إذاعية، من المملكة المتحدة، ولد في لندن.

## وصلات خارجية
- نيل روس على موقع IMDb (الإنجليزية)
- نيل روس على موقع قاعدة بيانات الأفلام العربية
- نيل روس على موقع ألو سيني (الفرنسية)
- نيل روس على موقع ميوزك برينز (الإنجليزية)
- نيل روس على موقع أول موفي (الإنجليزية)
- نيل روس على موقع ديسكوغز (الإنجليزية)
- نيل روس على موقع قاعدة بيانات الفيلم (الإنجليزية)
- نيل روس على موقع كينوبويسك (الروسية)
- نيل روس على موقع ANN person (الإنجليزية)